# Bertschikon bei Attikon
Bertschikon bei Attikon (även enbart: Bertschikon) är en ort i kommunen Wiesendangen i kantonen Zürich i Schweiz. Den ligger cirka 7 kilometer nordost om Winterthur. Orten har cirka 480 invånare (2023).
Orten var före den 1 januari 2014 en egen kommun, men inkorporerades då i kommunen Wiesendangen. Kommunen omfattade även orterna Gundetswil, Gündlikon, Kefikon, Liebensberg, Stegen och Zünikon.